# 1905 v letectví
Tento článek obsahuje seznam událostí souvisejících s letectvím, které proběhly roku 1905.

## Události

### Říjen
- 5. října – Wilbur Wright uskutečnil v Ohiu 38,9 km dlouhý let s letounem Wright Flyer III, který trval 39 min 23 s.

## První lety

### Červen
- 23. června – Wright Flyer III bratří Wrightů